# Württembergische und Badische Versicherung

Wüba-Logo

Die Württembergische und Badische Versicherungs-Aktiengesellschaft war ein Versicherungsunternehmen, das an seinem Sitz in Heilbronn eine lange Tradition hatte. Zum 1. Dezember 2009 wurde Wüba eine Marke der Chartis Europe S.A., seit Dezember 2012 AIG Europe.

## Geschichte

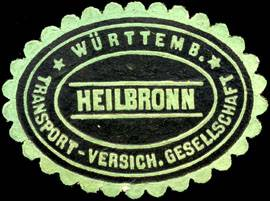
Siegelmarke der Württembergischen Transport Versicherungs AG

Aktie über 100 RM der Württembergischen und Badischen Vereinigten Versicherungsgesellschaften vom 15. Juli 1939

Die Württembergische Schiffahrts-Assecuranz-Gesellschaft zu Heilbronn wurde am 16. Oktober 1837 als Vorgängerin der Versicherungsgesellschaft der 1950er Jahre gegründet. Am Anfang blieb das Versicherungsgeschäft noch auf die Binnenschifffahrt wie See-, Fluss- und Kanaltransporte beschränkt. 1853 wurde das Geschäft auf den Inlandstransport erweitert, wofür eine Genehmigung des damaligen Königs von Württemberg nötig war. Seitdem durfte sich die Versicherungsgesellschaft Württembergische Transport-Versicherungsgesellschaft zu Heilbronn nennen. 1939 fusionierte die Heilbronner Versicherungsgesellschaft Württembergs mit der Mannheimer Versicherungsgesellschaft Badens und firmierte fortan unter dem Namen Württembergische und Badische Vereinigte Versicherungsgesellschaften Aktiengesellschaft.
Im Jahr 1956 wurde das Transportversicherungsgeschäft um die Kraftfahrzeugversicherung und Sachversicherung erweitert. Ende der 1950er Jahre wurde auch die Feuer-, Einbruchsdiebstahl-, Leitungswasser-, Glas- und Hausratversicherung in die Heilbronner Versicherungsgesellschaft integriert. In den 1970er Jahren kam die Haftpflicht- und Unfallversicherung hinzu, wobei noch das Binnenwarengeschäft mit dem LKW, der Bahn oder dem Flussschiff, das Seewarengeschäft auf dem Wege des Imports und Exports, die Verkehrshaftungsversicherung im Güternah- und Güterfernverkehr bzw. Spedition und schließlich die Binnenschifffahrt ihre zentrale Stellung im Versicherungsgeschäft behalten konnten.

### WÜBA
Im Jahre 1983 wurde das Versicherungsgeschäft auf das Makler- und Versicherungsvermittlergeschäft hin umstrukturiert, und das Unternehmen firmierte als WÜBA (Württembergische und Badische Versicherungs-AG). Die WÜBA gehörte zur Württembergischen Versicherung AG. Im Sommer 1993 wurde die Elektra Versicherung übernommen. Ende 1998 wurden die Nord-Deutsche Versicherungs AG (Hamburg) und die Neu Rotterdam Deutschland (Köln) übernommen. Seinerzeit hatte die WÜBA ca. 840.000 Verträge, 470.000 Schäden und 7.000 Vermittler. Nach diesen Übernahmen wurde das einheitliche IT-System ICIS - Insurance Company Information System von debis eingeführt. WÜBAnet, eine neue Administrationsplattform für die freien Makler, wurde am 13. August 2003 eingeführt.
Im Jahre 2002 gehörte die WÜBA zu 55 % zur Württembergischen Holding AG, zu 16 % zur Swiss Re Deutschland, zu 7,5 % zur Baden-Württembergischen Bank, zu 7,5 % zur HypoVereinsbank AG und zu 14 % zu weiteren Banken.
Im Jahre 2004 machten die Transport- und Luftfahrtversicherung 33,91 %, die Technischen Versicherungen 12,51 %, die Feuer-, Sach- und sonstigen Versicherungen 24,39 %, die Unfallversicherung 12,68 % und die übrigen Versicherungen den Rest des Versicherungsgeschäftes der WÜBA aus.
Ende Januar 2005 wurde die WÜBA von der Württembergischen Versicherung AG an die US-Beteiligungsgesellschaft J.C. Flowers & Co. LLC verkauft. Auf der WÜBA-Hauptversammlung am 25. Mai 2005 wurde von J.C. Flowers ein Squeeze-out der restlichen Aktionäre beschlossen. Die Barabfindung betrug 26 Euro je WÜBA-Aktie.
Im August 2006 übernahm die WÜBA rückwirkend zum 1. Januar 2006 100 Prozent der Deutschen Versicherungs- und Rückversicherungs-AG (DARAG) von der AXA-Versicherungs AG (Köln). Im Juni 2007 war noch eine Zusammenlegung von WÜBA und DARAG geplant.
Im August 2007 wurde sie unter Vermittlung der Investmentberater der Augur Capital Group an die American International Group (AIG) verkauft. Der endgültige Erwerb der WÜBA durch die AIG UK Holdings plc. erfolgte am 19. Oktober 2007. Seit 1. Dezember 2009 ist Wüba eine Marke der Chartis Europe S.A., die im Oktober 2009 aus AIG Europe hervorgegangen war. Sämtliche Bestände der WÜBA wurden auf die Chartis Europe S.A. übertragen. Für den Standort Heilbronn, an dem die WÜBA zuletzt rund 300 Mitarbeiter beschäftigte, sollte sich nichts ändern. Zum 1. Dezember 2012 wurde die Chartis Europe S. A. auf die Chartis Europe Limited verschmolzen, die nun als AIG Europe Limited firmiert.